# Крістіна Гессен-Ешвегеська
Крістіна Гессен-Ешвегеська (нім. Christine von Hessen-Eschwege, 30 жовтня 1649 — 18 березня 1702) — ландграфиня Гессен-Ешвеге з Гессенського дому, донька ландграфа Гессен-Ешвеге Фрідріха та шведської принцеси Елеонори Катерини Пфальц-Цвайбрюкен-Клеєбурзької, дружина герцога Брауншвейг-Вольфенбюттель-Бевернського Фердинанда Альбрехта I.

## Біографія
Народилась 30 жовтня 1649 року у Касселі. Була другою дитиною та другою донькою, народженою у шлюбі ландграфа Гессен-Ешвеге Фрідріха та Елеонори Катерини Пфальц-Цвайбрюкен-Клеєбурзької. Її старша сестра померла немовлям до її народження. Згодом сімейство поповнилося чотирма молодшими дітьми, з яких вижили доньки Шарлотта та Юліана. Мешкала родина у замку Ешвеге.
Шлюб батьків був нещасливим. Фрідріх, який робив кар'єру у шведській армії, загинув, коли Крістіні було 6 років. Матір більше не одружувалася й, переїхавши до Остергольца, керувала амтами Остергольца й Штотеля та сеньойорією Беверштедт, що були її посагом. Від 1654 року вона також носила титул принцеси Швеції, оскільки її брат Карл Густав посів шведський трон.
У 18 років Крістіна була видана заміж за 31-річного герцога Брауншвейг-Вольфенбюттель-Бевернського Фердинанда Альбрехта I. Весілля відбулося 25 листопада 1667 у Ешвеге. Посагом дівчини став Ешвегеський замок. Оселилися молодята у замку Беверна. У них народилося дев'ятеро дітей.
У своєму замку Фердинанд Альбрехт сприяв розвитку культурного життя. Так, до 30-річчя Крістіни була створена «Зала комедії», де відбулася спеціальна театральна вистава. Герцогиня дуже неохоче розділяла пристрасть чоловіка до колекціонування, але мала власну невелику бібліотеку та займалася рукоділлям.
Шлюб затьмарювали хворобливі ревнощі Фердинанда Альбрехта та його дивна поведінка, що доходила до фізичного насильства.

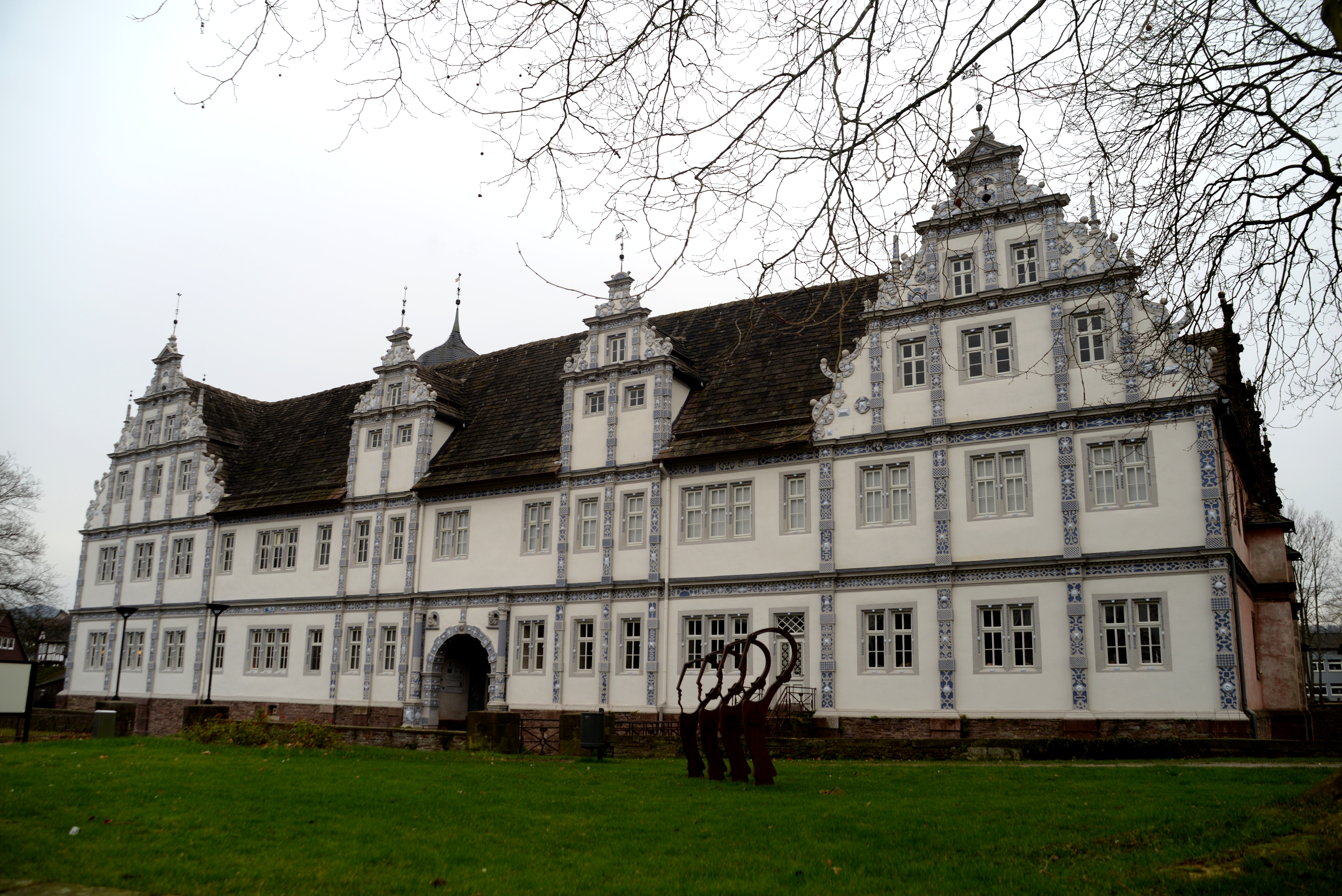
Бевернський замок

Як і до весілля, герцог часто і з задоволенням подорожував, іноді в супроводі Крістіни та її матері. Так, вони відвідали Швецію близько 1667 і 1670/71 років, імператорський двір у Відні у 1674/75 роках, бували також в Ешвеге.
У 1681 році пара переїхала до Остерхольцу, а в наступному році вони придбали будинок у Бремені, куди перевели свій двір. Повернулися до Беверну лише у 1686 році.
Фердинанд Альбрехт пішов з життя у квітні 1687 року. Крістіна залишилась у Беверні й перший час здійснювала регентство при своєму синові.
Померла 18 березня 1702 року. Була похована у крипті Браушвейзького собору поруч із чоловіком.

## Родина

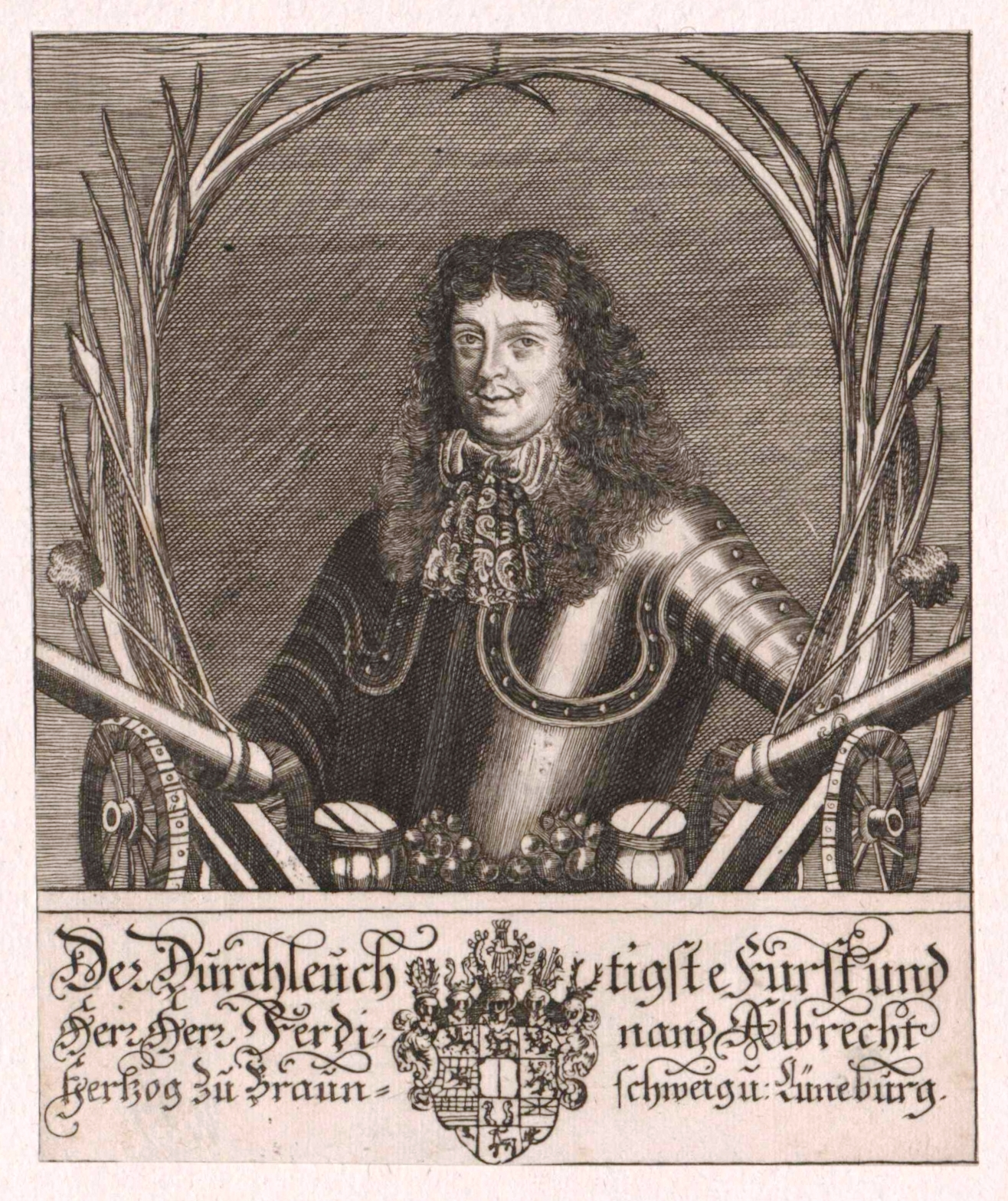
Фердинанд Альбрехт I, гравюра

Чоловік —  Фердинанд Альбрехт I
Діти:
- Леопольд Карл (30 січня—4 березня 1670) — прожив 1 місяць;
- Фрідріх Альберт (1672—1673) — прожив 1 рік;
- Софія Елеонора (1674—1711) — каноніса Гандерсгаймського монастиря;
- Клаудія Елеонора (1675—1676) — прожила 8 місяців;
- Август Фердинанд (1677—1704) — генерал-майор імперської армії, одруженим не був, дітей не мав;
- Фердинанд Альбрехт (1680—1735) — герцог Брауншвейг-Вольфенбюттель-Беверну у 1687—1735 роках, герцог Брауншвей-Вольфенбюттелю у 1735 році, був одружений з Антуанеттою Амалією Брауншвейг-Вольфенбюттельською, мав чотирнадцятеро дітей;
- Ернст Фердинанд (1682—1706) — герцог Брауншвейг-Вольфенбюттель-Беверну у 1735—1746 роках, був одруженим з Елеонорою Шарлоттою Курляндською, мав тринадцятеро дітей;
- Фердинанд Крістіан (1682—1746) — пробст Брауншвейзького собору;
- Генріх Фердинанд (1684—1706) — підполковник імперської армії, одруженим не був, дітей не мав.